# Circles
«Circles» (en español Círculos) es una canción de Post Malone. Fue publicada como el tercer sencillo de su tercer álbum de estudio Hollywood's Bleeding. Lanzado el 30 de agosto de 2019 a través de la discográfica Republic Records. La canción es del género pop con trazas de synth pop y tiene una duración de 3 minutos y 34 segundos.

## Composición y recepción
La canción fue escrita por Post Malone, Adam Feeney, Billy Walsh, Kaan Gunesberk y Louis Bell. Además de ser producida por Louis Bell y Post Malone. La canción es pop con una mezcla de sintetizadores y psychedelic pop
La canción enseguida resultó todo un súper éxito, consiguiendo entrar en el Top 10 en el número 4 del Billboard Hot 100 siendo la mejor posición que la canción ha obtenido hasta la fecha y siendo el debut más alto de Post Malone en toda su carrera. En el Reino Unido la canción consiguió debutar en el número 11 la semana del 13 de septiembre de 2019 y donde consiguió después entrar en el top 10 convirtiéndose en todo un éxito, la canción más tarde alcanzó la posición número 5, y finalmente la número 3.

## Formatos
Este formato está presentado en las plataformas de streaming y iTunes
| N.º | Título    | Duración |  |
| 1.  | «Circles» | 3:34     |  |

## Posicionamiento en listas
| País              | Lista certificadora         | Mejor posición |        |        |        |        |        |        |
| Europa            | Europa                      | Europa         | Europa | Europa | Europa | Europa | Europa | Europa |
| ----------------- | --------------------------- | -------------- | ------ | ------ | ------ | ------ | ------ | ------ |
| Portugal          | IFPI                        | 9              |        |        |        |        |        |        |
| España            | PROMUSICAE                  | 61             |        |        |        |        |        |        |
| España            | Los40 España                | 8              |        |        |        |        |        |        |
| Francia           | IFPI                        | 52             |        |        |        |        |        |        |
| Andorra           | PROMUSICAAND                | 1              |        |        |        |        |        |        |
| Bélgica           | Ultratop 40                 | 5              |        |        |        |        |        |        |
| Alemania          | Germany Songs               | 11             |        |        |        |        |        |        |
| Suiza             | GfK Entertainment Charts    | 7              |        |        |        |        |        |        |
| República Checa   | Rádiós Top 100              | 3              |        |        |        |        |        |        |
| Reino Unido       | UK Singles Chart            | 3              |        |        |        |        |        |        |
| Asia              |                             |                |        |        |        |        |        |        |
| Japón             | Billboard Japan Hot 100     | - -            |        |        |        |        |        |        |
| Corea del Sur     | South Korean Hot 100        | 101            |        |        |        |        |        |        |
| Oceanía           |                             |                |        |        |        |        |        |        |
| Australia         | ARIA Singles Chart          | 2              |        |        |        |        |        |        |
| Nueva Zelanda     | NRZ Singles Chart           | 1              |        |        |        |        |        |        |
| América del Norte |                             |                |        |        |        |        |        |        |
| Canadá            | Billboard Canadian Hot 100  | 1              |        |        |        |        |        |        |
| Estados Unidos    | Billboard Hot 100           | 1              |        |        |        |        |        |        |
| México            | Monitor Latino MÉ           | 8              |        |        |        |        |        |        |
| América del Sur   |                             |                |        |        |        |        |        |        |
| Colombia          | Monitor Latino COL          | 35             |        |        |        |        |        |        |
| Perú              | Monitor Latino PE           | 26             |        |        |        |        |        |        |
| Chile             | Monitor Latino CH           | - -            |        |        |        |        |        |        |
| Uruguay           | Top 100! Uruguay            | 26             |        |        |        |        |        |        |
| Argentina         | Billboard Argentina Hot 100 | - -            |        |        |        |        |        |        |
| Argentina         | Monitor Latino AR           | 12             |        |        |        |        |        |        |

## Certificaciones
| País (Organismo certificador) | Certificaciones | Ventas certificadas | Ref.   |
| ----------------------------- | --------------- | ------------------- | ------ |
| Australia (ARIA)              | 13× Platino     | 910 000             | [ 18 ] |
| Canadá (MC)                   | Diamante        | 800 000             | [ 19 ] |
| Estados Unidos (RIAA)         | Diamante        | 10 000 000          | [ 20 ] |
| Nueva Zelanda (RIANZ)         | 3× Platino      | 90 000              | [ 21 ] |

## Premios y nominaciones
| Año  | Premiación             | Categoría                    | Resultado | Ref.   |
| ---- | ---------------------- | ---------------------------- | --------- | ------ |
| 2020 | American Music Awards  | Canción Favorita de Pop/Rock | Nominado  | [ 22 ] |
| 2020 | MTV Video Music Awards | Canción del Año              | Nominado  | [ 23 ] |
| 2021 | Grammy Awards          | Grabación del Año            | Nominado  | [ 24 ] |
| 2021 | Grammy Awards          | Canción del Año              | Nominado  | [ 24 ] |